# Sasunaga murudensis
Sasunaga murudensis är en fjärilsart som beskrevs av Louis Beethoven Prout 1926. Sasunaga murudensis ingår i släktet Sasunaga och familjen nattflyn. Inga underarter finns listade.